# Koirasaari (ö i Birkaland, Övre Birkaland, lat 62,13, long 24,43)
Koirasaari är en ö i Finland. Den ligger i sjön Ukonselkä och i kommunen Mänttä-Filpula i den ekonomiska regionen  Övre Birkalands ekonomiska region  och landskapet Birkaland, i den södra delen av landet, 220 km norr om huvudstaden Helsingfors. Öns area är 0,3 hektar och dess största längd är 90 meter i öst-västlig riktning.